# Belprahon
Belprahon je obec v okrese Bernský Jura v kantonu Bern ve Švýcarsku. Žije zde 294 obyvatel.

## Geografie
Belprahon leží v nadmořské výšce 627 m, vzdušnou čarou 2 km východoseverovýchodně od obce Moutier. Zemědělská vesnice se rozkládá podél dolního jižního svahu hory Mont Raimeux v jurském údolí, které je známé také jako Grand Val.
Území obce o rozloze 3,8 km² pokrývá malou část údolí Grand Val. Jižní hranici tvoří potok La Raus, pravostranný přítok řeky Birs. Odtud se oblast rozprostírá na sever přes poměrně mírný svah Belprahon a přilehlý zalesněný a skalnatý sráz Forêt du Droit až k náhorní planině Raimeux de Belprahon na masivu Mont Raimeux. Tyto horské pastviny s velkými smrky stojícími jednotlivě nebo ve skupinách jsou typické pro pastviny v Jurovi. Na severu se údolí Combe du Pont přímo spojuje se soutěskou Birs severně od Moutier. Severní hranice vede po hřebeni Arête du Raimeux. Nejvyššího bodu Belprahon se dosahuje ve výšce 1265 m n. m. na hřebeni masivu Raimeux západně od hlavního vrcholu. V roce 1997 tvořila 5 % rozlohy obce zastavěná plocha, 54 % lesy a lesní porosty a 41 % zemědělství.
Belprahon zahrnuje kromě hlavní obce také několik samostatných zemědělských usedlostí. Sousedními obcemi Belprahonu jsou Moutier, Roches, Grandval a Eschert.

## Historie

Letecký pohled (1919)

Název obce se poprvé objevuje v listinách ve 12. století. Až do roku 1797 patřil Belprahon pod opatství Moutier-Grandval v basilejském knížecím biskupství. V letech 1797–1815 patřila obec k Francii a zpočátku byla součástí départementu Mont-Terrible, který byl v roce 1800 sloučen s départementem Haut-Rhin. Na základě rozhodnutí Vídeňského kongresu se Belprahon v roce 1815 stal součástí okresu Moutier v kantonu Bern. Od roku 1967 sdílí obec důležitou infrastrukturu, jako je základní škola a čistička odpadních vod, se sousedními obcemi.
Dne 17. září 2017 se v Belprahonu konalo hlasování o tom, zda má obec zůstat v kantonu Bern, nebo má být převedena do kantonu Jura. Se 121 hlasy (51,5 %) ku 114 hlasům (48,5 %) se místní voliči (na rozdíl od voličů v Moutier v tamním hlasování z 18. června 2017) vyslovili mimořádně těsně pro setrvání v kantonu Bern. 237 z 242 voličů se zúčastnilo hlasování, což odpovídá volební účasti 97,9 %. Malá obec je těžko oddělitelná od sousedního města Moutier, a to jak církevně, tak administrativně.

## Obyvatelstvo
| Vývoj počtu obyvatel | Vývoj počtu obyvatel | Vývoj počtu obyvatel | Vývoj počtu obyvatel | Vývoj počtu obyvatel | Vývoj počtu obyvatel | Vývoj počtu obyvatel | Vývoj počtu obyvatel | Vývoj počtu obyvatel | Vývoj počtu obyvatel | Vývoj počtu obyvatel | Vývoj počtu obyvatel |
| -------------------- | -------------------- | -------------------- | -------------------- | -------------------- | -------------------- | -------------------- | -------------------- | -------------------- | -------------------- | -------------------- | -------------------- |
| Rok                  | 1850                 | 1900                 | 1910                 | 1930                 | 1950                 | 1960                 | 1970                 | 1980                 | 1990                 | 2000                 |                      |
| Počet obyvatel       | 126                  | 188                  | 147                  | 125                  | 141                  | 133                  | 193                  | 253                  | 306                  | 328                  |                      |

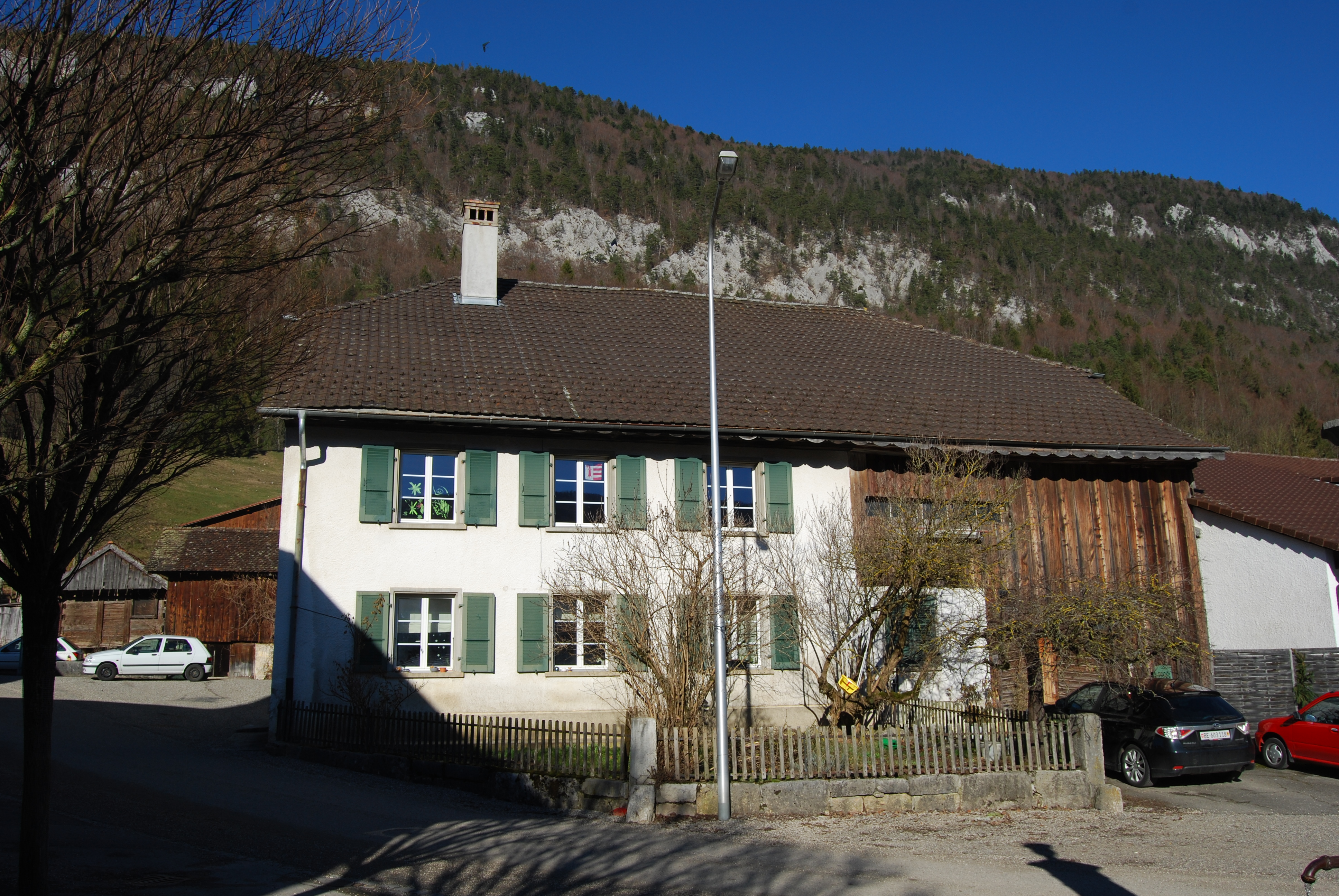
Tradiční architektura v obci

Většina obyvatel (k roku 2000) hovoří francouzsky (289, tj. 88,1 %), druhým nejčastějším jazykem je němčina (21, tj. 6,4 %) a třetím italština (6, tj. 1,8 %).

## Hospodářství
Belprahon byl až do 60. let 20. století zemědělskou vesnicí, ale od té doby se vyvinul v rezidenční obec. Mimo primární sektor je v obci poměrně málo pracovních míst. Mnoho zaměstnanců (přibližně 75 %) proto dojíždí za prací a pracuje převážně v Moutier.

## Doprava
Obec se nachází mimo hlavní dopravní tepny. Vede k ní krátká slepá silnice, která odbočuje z hlavní silnice Moutier–Balsthal. V roce 2007 byl otevřen tunel Mont-Raimeux dálnice A16, který prochází také pod obcí Belprahon. Tato dálnice byla v roce 2015 napojena na švýcarskou státní silniční síť i na francouzskou dálniční síť a má křižovatku východně od Moutier, asi 2 km od Belprahonu. Obec je napojena na veřejnou dopravu autobusovou linkou, která jezdí mezi Moutier, Eschertem a Belprahonem.